# 乔瓦尼·帕里西
乔瓦尼·帕里西（義大利語：Giovanni Parisi，1967年12月2日—2009年3月25日），意大利男子拳击运动员。他曾代表意大利参加1988年夏季奥林匹克运动会拳击比赛，获得男子羽量级金牌。